# Argein
Argein (Argen de Coserans en Occitan)  est une commune française, située dans le département de l'Ariège en région Occitanie.
Localisée dans le nord-ouest du département, la commune  fait partie, sur le plan historique et culturel, du Couserans, pays aux racines occitanes structuré par le cours du Salat (affluent de la Garonne, dans lequel se jette le Lez, dans lequel se jette la Bouigane qui traverse la commune). Incluse dans le parc naturel régional des Pyrénées ariégeoises, la commune possède un patrimoine naturel remarquable composé de cinq zones naturelles d'intérêt écologique, faunistique et floristique.
Argein est une commune rurale qui compte 192 habitants en 2022, après avoir connu un pic de population de 881 habitants en 1846. Elle fait partie de l'aire d'attraction de Saint-Girons. Ses habitants sont appelés les Argénois ou Argénoises.
La commune fait partie de la communauté de communes Couserans-Pyrénées.

## Géographie

### Localisation
- 1Carte dynamique
- 2Carte OpenStreetMap
- 3Carte topographique
- 4Carte avec les communes environnantes

La commune d'Argein se trouve dans le département de l'Ariège, en région Occitanie.
Commune située dans les Pyrénées en Couserans sur la Bouigane, se trouvant dans la vallée de la Bellongue entre les pics de l'Arraing (1 674 m d'altitude) à l'est et celui du Moussaou (1 675 m) à l'ouest. La RD 618 traverse le village vers le col du Portet-d'Aspet.
Elle se situe à 50 km à vol d'oiseau de Foix, préfecture du département, et à 14 km de Saint-Girons, sous-préfecture.
Les communes les plus proches sont : 
Villeneuve (1,2 km), Aucazein (1,5 km), Sor (1,9 km), Illartein (2,3 km), Audressein (2,5 km), Buzan (2,7 km), Salsein (2,7 km), Arrout (3,2 km).
Sur le plan historique et culturel, Argein fait partie du Couserans, pays structuré par le cours du Salat (affluent de la Garonne), que rien ne prédisposait à rejoindre les anciennes dépendances du comté de Foix.

### Communes limitrophes
| Les communes limitrophes sont Arrout, Aucazein, Audressein, Balaguères, Bonac-Irazein, Salsein, Sor, Villeneuve et Balacet. Les limites communales de Argein et celles de ses communes adjacentes. | \| Villeneuve \| Balaguères \| Arrout \| \| Aucazein \| Argein \| Audressein, Sor \| \| Bonac-Irazein \| Balacet (par un quadripoint) \| Salsein \| |                 |
| Villeneuve | Balaguères | Arrout          |
| Aucazein | Argein | Audressein, Sor |
| Bonac-Irazein | Balacet (par un quadripoint) | Salsein         |

### Géologie
La roche se trouvant sous la commune est majoritairement de l'ardoise ferreuse.

### Climat
Pour des articles plus généraux, voir Climat de l'Occitanie et Climat de l'Ariège.
En 2010, le climat de la commune est de type climat océanique altéré, selon une étude s'appuyant sur une série de données couvrant la période 1971-2000. En 2020, Météo-France publie une typologie des climats de la France métropolitaine dans laquelle la commune est exposée à un climat de montagne et est dans la région climatique Pyrénées centrales, caractérisée par une pluviométrie annuelle de 1 000 à 1 200 mm.
Pour la période 1971-2000, la température annuelle moyenne est de 11,3 °C, avec une amplitude thermique annuelle de 15 °C. Le cumul annuel moyen de précipitations est de 1 150 mm, avec 10 jours de précipitations en janvier et 8,1 jours en juillet. Pour la période 1991-2020, la température moyenne annuelle observée sur la station météorologique la plus proche, située sur la commune d'Augirein à 6 km à vol d'oiseau, est de 11,7 °C et le cumul annuel moyen de précipitations est de 1 257,9 mm,. Pour l'avenir, les paramètres climatiques de la commune estimés pour 2050 selon différents scénarios d'émission de gaz à effet de serre sont consultables sur un site dédié publié par Météo-France en novembre 2022.

### Milieux naturels et biodiversité

#### Espaces protégés
La protection réglementaire est le mode d’intervention le plus fort pour préserver des espaces naturels remarquables et leur biodiversité associée,.
La commune fait partie du parc naturel régional des Pyrénées ariégeoises, créé en 2009 et d'une superficie de 245 973 ha, qui s'étend sur 138 communes du département. Ce territoire unit les plus hauts sommets aux frontières de l’Andorre et de l’Espagne (la Pique d’Estats, le Mont Valier, etc) et les plus hautes vallées des avants-monts, jusqu’aux plissements du Plantaurel.

#### Zones naturelles d'intérêt écologique, faunistique et floristique
L’inventaire des zones naturelles d'intérêt écologique, faunistique et floristique (ZNIEFF) a pour objectif de réaliser une couverture des zones les plus intéressantes sur le plan écologique, essentiellement dans la perspective d’améliorer la connaissance du patrimoine naturel national et de fournir aux différents décideurs un outil d’aide à la prise en compte de l’environnement dans l’aménagement du territoire.
Trois ZNIEFF de type 1 sont recensées sur la commune :
- le « réseau hydrographique de la Bouigane en aval de Saint-Lary » (114 ha), couvrant 14 communes dont 13 dans l'Ariège et 1 dans la Haute-Garonne[16] ;
- la « soulane de Balaguères au Char de Liqué » (5 178 ha), couvrant 13 communes du département[17],
- le « sud de la vallée de la Bellongue » (6 155 ha), couvrant 16 communes dont 13 dans l'Ariège et 3 dans la Haute-Garonne[18] ;

et deux ZNIEFF de type 2, : 
- le « massif d'Arbas » (27 233 ha), couvrant 90 communes dont 48 dans l'Ariège et 42 dans la Haute-Garonne[19] ;
- les « montagnes entre la haute vallée de la Garonne et la haute vallée du Lez » (28 414 ha), couvrant 21 communes dont 15 dans l'Ariège et 6 dans la Haute-Garonne[20].

Carte des ZNIEFF de type 1 et 2 à Argein.
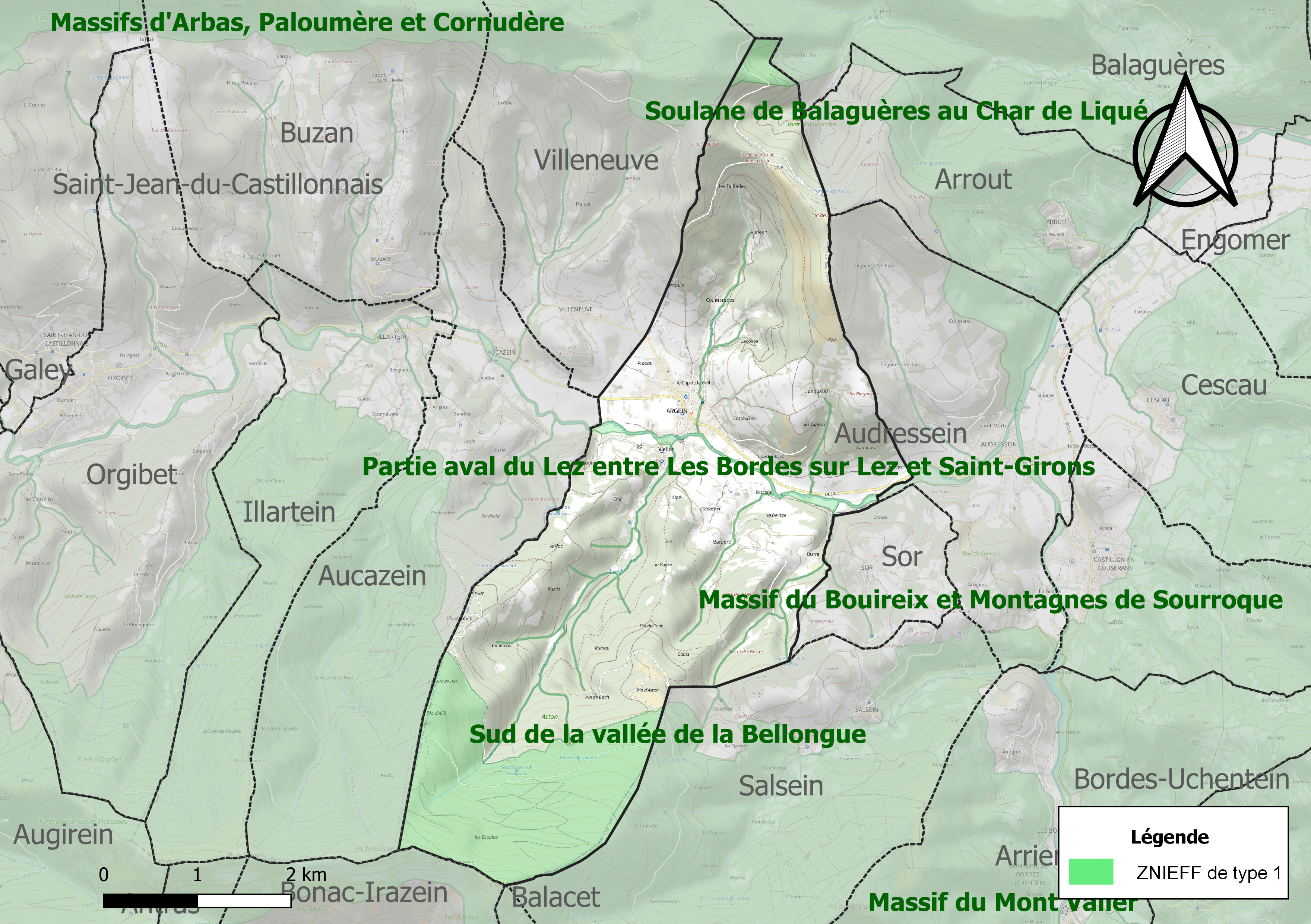
Carte des ZNIEFF de type 1 sur la commune.
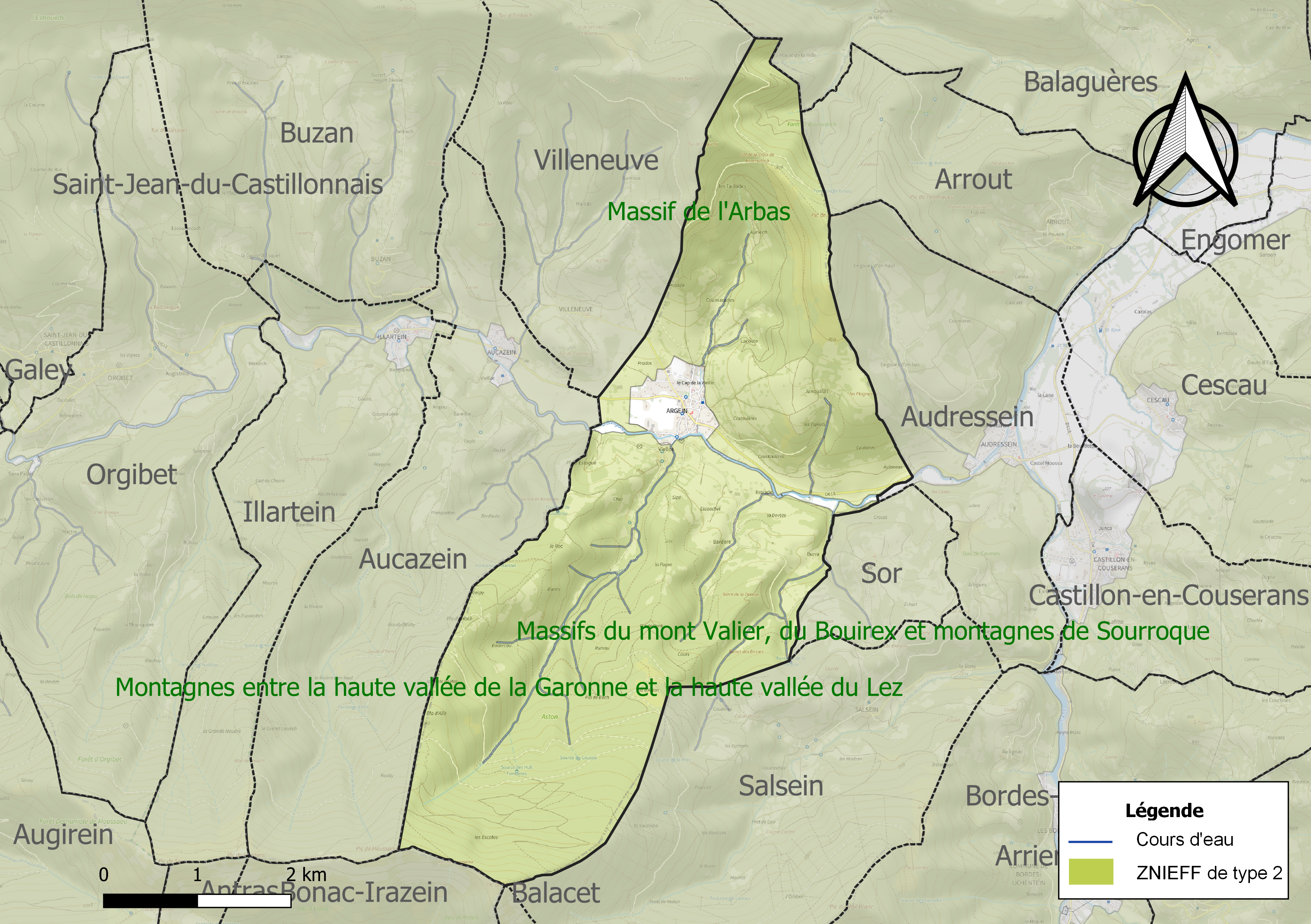
Carte des ZNIEFF de type 2 sur la commune.

## Urbanisme

### Typologie
Au 1er janvier 2024, Argein est catégorisée commune rurale à habitat dispersé, selon la nouvelle grille communale de densité à 7 niveaux définie par l'Insee en 2022.
Elle est située hors unité urbaine. Par ailleurs la commune fait partie de l'aire d'attraction de Saint-Girons, dont elle est une commune de la couronne,. Cette aire, qui regroupe 70 communes, est catégorisée dans les aires de moins de 50 000 habitants,.

### Occupation des sols

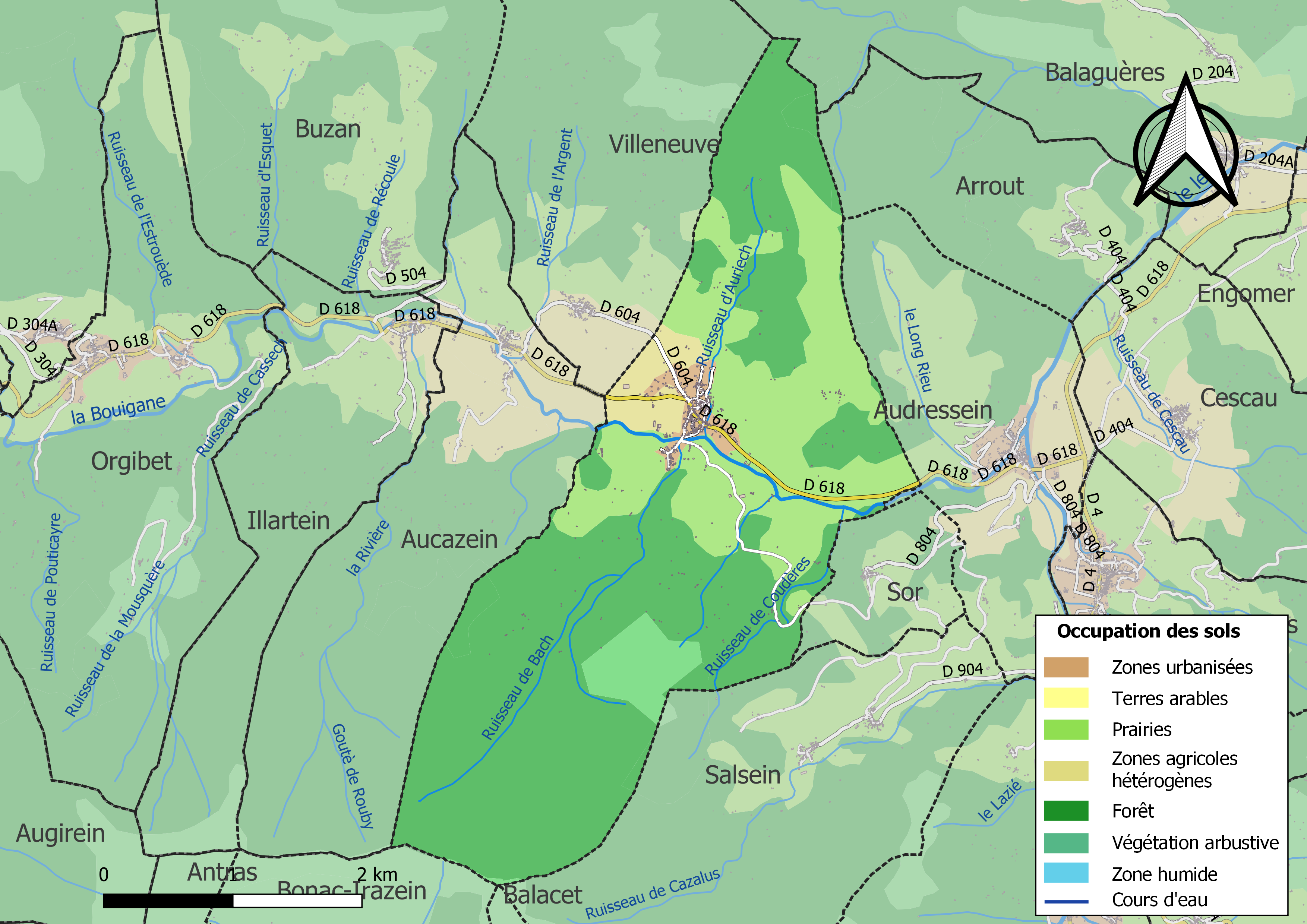
Carte des infrastructures et de l'occupation des sols de la commune en 2018 (CLC).

L'occupation des sols de la commune, telle qu'elle ressort de la base de données européenne d’occupation biophysique des sols Corine Land Cover (CLC), est marquée par l'importance des forêts et milieux semi-naturels (66,3 % en 2018), une proportion identique à celle de 1990 (66,3 %). La répartition détaillée en 2018 est la suivante : 
forêts (66,1 %), prairies (28,3 %), zones agricoles hétérogènes (3,2 %), zones urbanisées (2,3 %), milieux à végétation arbustive et/ou herbacée (0,1 %). L'évolution de l’occupation des sols de la commune et de ses infrastructures peut être observée sur les différentes représentations cartographiques du territoire : la carte de Cassini (XVIIIe siècle), la carte d'état-major (1820-1866) et les cartes ou photos aériennes de l'IGN pour la période actuelle (1950 à aujourd'hui).

### Hameaux et lieux-dits
Les hameaux sont : Estrade, Burra, Bardère, Bach et le Juncalas (hameaux de granges, signifiant jonchaie en français).

### Habitat et logement
En 2018, le nombre total de logements dans la commune était de 196, alors qu'il était de 192 en 2013 et de 180 en 2008.
Parmi ces logements, 51,8 % étaient des résidences principales, 40,7 % des résidences secondaires et 7,5 % des logements vacants. Ces logements étaient pour 94,9 % d'entre eux des maisons individuelles et pour 2,6 % des appartements.
Le tableau ci-dessous présente la typologie des logements à Argein en 2018 en comparaison avec celle de l'Ariège et de la France entière. Une caractéristique marquante du parc de logements est ainsi une proportion de résidences secondaires et logements occasionnels (40,7 %) supérieure à celle du département (24,6 %) et à celle de la France entière (9,7 %). Concernant le statut d'occupation de ces logements, 73,3 % des habitants de la commune sont propriétaires de leur logement (73,5 % en 2013), contre 66,3 % pour l'Ariège et 57,5 % pour la France entière.
| Typologie                                               | Argein | Ariège | France entière |
| ------------------------------------------------------- | ------ | ------ | -------------- |
| Résidences principales (en %)                           | 51,8   | 65,7   | 82,1           |
| Résidences secondaires et logements occasionnels (en %) | 40,7   | 24,6   | 9,7            |
| Logements vacants (en %)                                | 7,5    | 9,7    | 8,2            |

### Risques majeurs

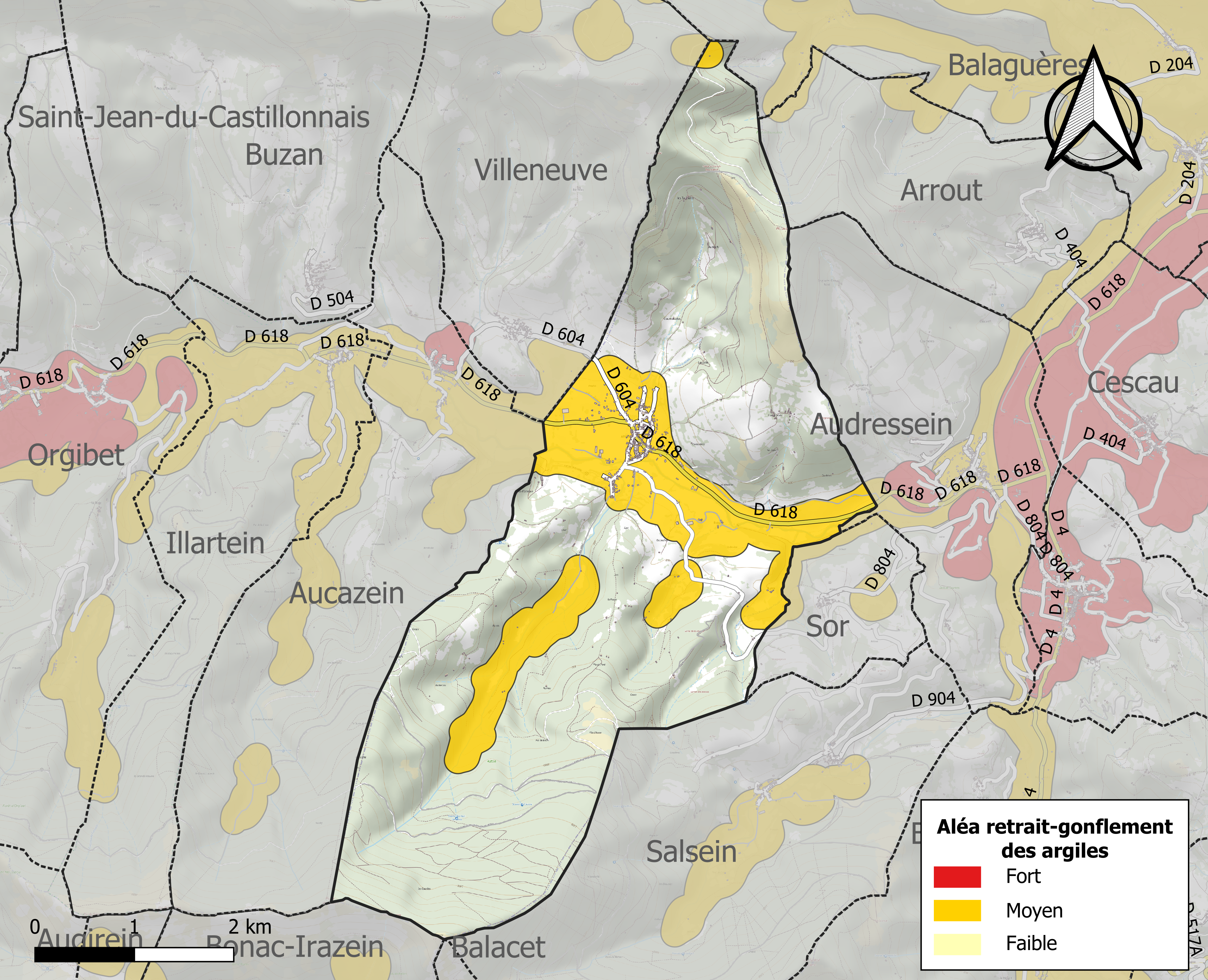
Zonage de l'aléa retrait-gonflement des argiles sur la commune d'Argein.

Le territoire de la commune d'Argein est vulnérable à différents aléas naturels : inondations, climatiques (grand froid ou canicule), feux de forêts, mouvements de terrains et séisme (sismicité modérée),.
Certaines parties du territoire communal sont susceptibles d’être affectées par le risque d’inondation par crue torrentielle d'un cours d'eau, ou ruissellement d'un versant.
Les mouvements de terrains susceptibles de se produire sur la commune sont soit des chutes de blocs, soit des glissements de terrains, soit des effondrements liés à des cavités souterraines, soit des mouvements liés au retrait-gonflement des argiles. Près de 50 % de la superficie du département est concernée par l'aléa retrait-gonflement des argiles, dont la commune d'Argein. L'inventaire national des cavités souterraines permet par ailleurs de localiser celles situées sur la commune.

## Toponymie
Argein provient de l'occitan Argen, lui-même venant du latin Argen issu du latin argentum, i, n. en français l'argent, ce nom est lié à l'exploitation de mines d'argent au lieu-dit de Caours durant les époques pré-romaine et romaine (Rome conquiert la région entre 125 av. J.-C. et 121 av. J.-C, puisqu'elle fait partie de la Gaule transalpine, qui deviendra la Gaule Narbonnaise). Le nom passerait par une forme proche de l'occitan « argent » se prononçant « argint », avant que le « t » ne tombe au fil du temps.
Il reste possible que le suffixe soit typique de la vallée de la Bellongue.
L'« ecclesiam de Argen » est citée dans la bulle du pape Célestin III du 15 septembre 1195.

## Histoire
L’origine d’Argein semble être au moins d'époque gallo-romaine ; une inscription antérieure au IVe siècle découverte en 1990 dans l’église Saint-Pierre démontre son ancienneté. Argein se trouvait sur le chemin de Saint-Jacques de Compostelle arrivant de Fanjeaux pour traverser l’actuel département de l’Ariège (il passe sur le chemin de las Caubères puis devant le lavoir, la statue de Saint-Dominique).
L'église Saint-Pierre d'Argein est composée de deux nefs, la plus ancienne partie est antérieure au IXe siècle, elle est séparée en deux, dans la partie occidentale (avec la porte d'entrée au sud côté cimetière) sert de dépôt (y sont entreposés un corbillard ancien, des statues de saints, diverses pierres taillées, des chaises, .), la partie orientale servant aujourd'hui de sacristie est composée des restes de l'ancienne fonction de cette partie en tant que lieu de culte avec des boiseries et un autel de style baroques, l'état déplorable du toit entraîne une détérioration des boiseries. La grande nef où est aujourd'hui pratiqué le culte fut bâtie entre le XVIIe siècle et le XIXe siècle. Les vitraux sont signés de « L. Victor Gesta à Toulouse » et portent le nom des donateurs qui ont permis leur création (personnalités du village), on peut y lire les noms autochtones.
Ancienne châtellenie de Castillon, Argein était le siège, en 1753, de la justice royale avec prévôté et casernes. Un château, appartenant originellement à une famille locale de seigneurs (avant la séparation de la seigneurie d'avec celle d'Aucazein), puis par mariage à la famille de Sabouliès de Solan (seigneurs de Soulan), puis passant par mariage à la famille de Méritens, seigneurs de Montégut, (le premier connu est co-seigneur de Gardouch dans le Lauragais, ils sont barons de Rozès au XIXe siècle) ayant donné un maire à la commune, se trouvait sur la rive droite de la Bouigane : il a été totalement démoli à la Révolution. Il a servi de carrière. Le principal propriétaire noble à Argein, à la Révolution, est un Faydit de Tersac par son mariage avec une fille de Méritens, fille du seigneur. Après son exil durant la Révolution, il vend certaines parcelles. D'autres ont été vendues aux "feux" durant la Révolution (dont le domaine d'Anglade à la famille Cau-Durban, qui sera un camp de vacances pour les jeunes au XXe siècle, puis vendu par la commune). Certaines terres restent dans la famille des seigneurs. Au XIXe siècle Bernard-Gaudens de Méritens, baron de Rozès (tombe à l'entrée du vieux cimetière) lègue le domaine de Caours à l'évêché de Pamiers, de Couserans, et de Mirepoix.
Lors de la réforme du code forestier de 1829, les habitants participent à ce qui fut appelé la « guerre des Demoiselles ». Au début du XXe siècle, deux instituteurs et un curé sont présents pour Argein et ses hameaux.
Traces de mines de fer à Caours. En 2002, un incendie détruit le moulin de Roques.

## Politique et administration

### Découpage territorial
La commune d'Argein est membre de la communauté de communes Couserans-Pyrénées, un établissement public de coopération intercommunale (EPCI) à fiscalité propre créé le 18 novembre 2016 dont le siège est à Saint-Lizier. Ce dernier est par ailleurs membre d'autres groupements intercommunaux.
Sur le plan administratif, elle est rattachée à l'arrondissement de Saint-Girons, au département de l'Ariège, en tant que circonscription administrative de l'État, et à la région Occitanie.
Sur le plan électoral, elle dépend du canton du Couserans Ouest pour l'élection des conseillers départementaux, depuis le redécoupage cantonal de 2014 entré en vigueur en 2015, et de la première circonscription de l'Ariège  pour les élections législatives, depuis le redécoupage électoral de 1986.

### Liste des maires
| Période                                  | Période   | Identité        | Étiquette | Qualité                                          |
| ---------------------------------------- | --------- | --------------- | --------- | ------------------------------------------------ |
| 1915                                     | 1919      | François Bauby  |           |                                                  |
| 1919                                     | 1929      | Michel Ferré    |           |                                                  |
| 1929                                     | 1945      | François Dedieu |           |                                                  |
| 1945                                     | 1965      | Guillaume Ortet |           |                                                  |
| 1965                                     | 1971      | Jean Delbert    |           |                                                  |
| 1971                                     | 1977      | François Bauby  |           |                                                  |
| 1977                                     | mars 2001 | Guy Dubuc       | PS        | Président de la Fédération pastorale de l'Ariège |
| mars 2001                                | 2014      | Raymond Junca   | PS        | Commerçant                                       |
| 2014                                     | En cours  | Denis Lourde    | PS        | Retraité de l'enseignement                       |
| Les données manquantes sont à compléter. |           |                 |           |                                                  |

## Population et société

### Démographie
| 1793 | 1800 | 1806 | 1821 | 1831 | 1836 | 1841 | 1846 | 1851 |
| ---- | ---- | ---- | ---- | ---- | ---- | ---- | ---- | ---- |
| 632  | 385  | 632  | 636  | 674  | 779  | 846  | 881  | 837  |

| 1856 | 1861 | 1866 | 1872 | 1876 | 1881 | 1886 | 1891 | 1896 |
| ---- | ---- | ---- | ---- | ---- | ---- | ---- | ---- | ---- |
| 762  | 736  | 767  | 784  | 657  | 624  | 634  | 638  | 626  |

| 1901 | 1906 | 1911 | 1921 | 1926 | 1931 | 1936 | 1946 | 1954 |
| ---- | ---- | ---- | ---- | ---- | ---- | ---- | ---- | ---- |
| 583  | 539  | 515  | 380  | 373  | 335  | 342  | 271  | 262  |

| 1962 | 1968 | 1975 | 1982 | 1990 | 1999 | 2004 | 2006 | 2009 |
| ---- | ---- | ---- | ---- | ---- | ---- | ---- | ---- | ---- |
| 235  | 214  | 211  | 193  | 164  | 149  | 156  | 155  | 176  |

| 2014 | 2019 | 2022 | - | - | - | - | - | - |
| ---- | ---- | ---- | - | - | - | - | - | - |
| 196  | 192  | 192  | - | - | - | - | - | - |

## Économie

### Revenus
En 2018, la commune compte 92 ménages fiscaux, regroupant 177 personnes. La médiane du revenu disponible par unité de consommation est de 18 840 € (19 820 € dans le département).

### Emploi
| Division       | 2008   | 2013   | 2018   |
| -------------- | ------ | ------ | ------ |
| Commune        | 14,9 % | 18,4 % | 9,3 %  |
| Département    | 8,9 %  | 11,1 % | 11,2 % |
| France entière | 8,3 %  | 10 %   | 10 %   |

En 2018, la population âgée de 15 à 64 ans s'élève à 98 personnes, parmi lesquelles on compte 78,4 % d'actifs (69,1 % ayant un emploi et 9,3 % de chômeurs) et 21,6 % d'inactifs,. En  2018, le taux de chômage communal (au sens du recensement) des 15-64 ans est inférieur à celui de la France et du département, alors qu'en 2008 la situation était inverse.
La commune fait partie de la couronne de l'aire d'attraction de Saint-Girons, du fait qu'au moins 15 % des actifs travaillent dans le pôle,. Elle compte 39 emplois en 2018, contre 31 en 2013 et 28 en 2008. Le nombre d'actifs ayant un emploi résidant dans la commune est de 70, soit un indicateur de concentration d'emploi de 54,9 % et un taux d'activité parmi les 15 ans ou plus de 46,5 %.
Sur ces 70 actifs de 15 ans ou plus ayant un emploi, 22 travaillent dans la commune, soit 31 % des habitants. Pour se rendre au travail, 90 % des habitants utilisent un véhicule personnel ou de fonction à quatre roues, 1,4 % les transports en commun, 4,3 % s'y rendent en deux-roues, à vélo ou à pied et 4,3 % n'ont pas besoin de transport (travail au domicile).

### Entreprises
La principale activité du village est l'élevage des brebis et vaches. Jusque dans les années 1950, une entreprise coupait du bois dans la montagne et le descendait grâce au téléphérique dont le câble est toujours le long du chemin de la Tire et de la Pauze. Aujourd'hui, la scierie a été achetée par une entreprise de menuiserie notamment spécialisée dans la construction de fenêtres.
Au village, restaurant "L'Estacade" (et livraison à domicile), épicerie "Au temps de vivre", "L'éléphant numérique", webmaster et graphiste..

## Culture locale et patrimoine

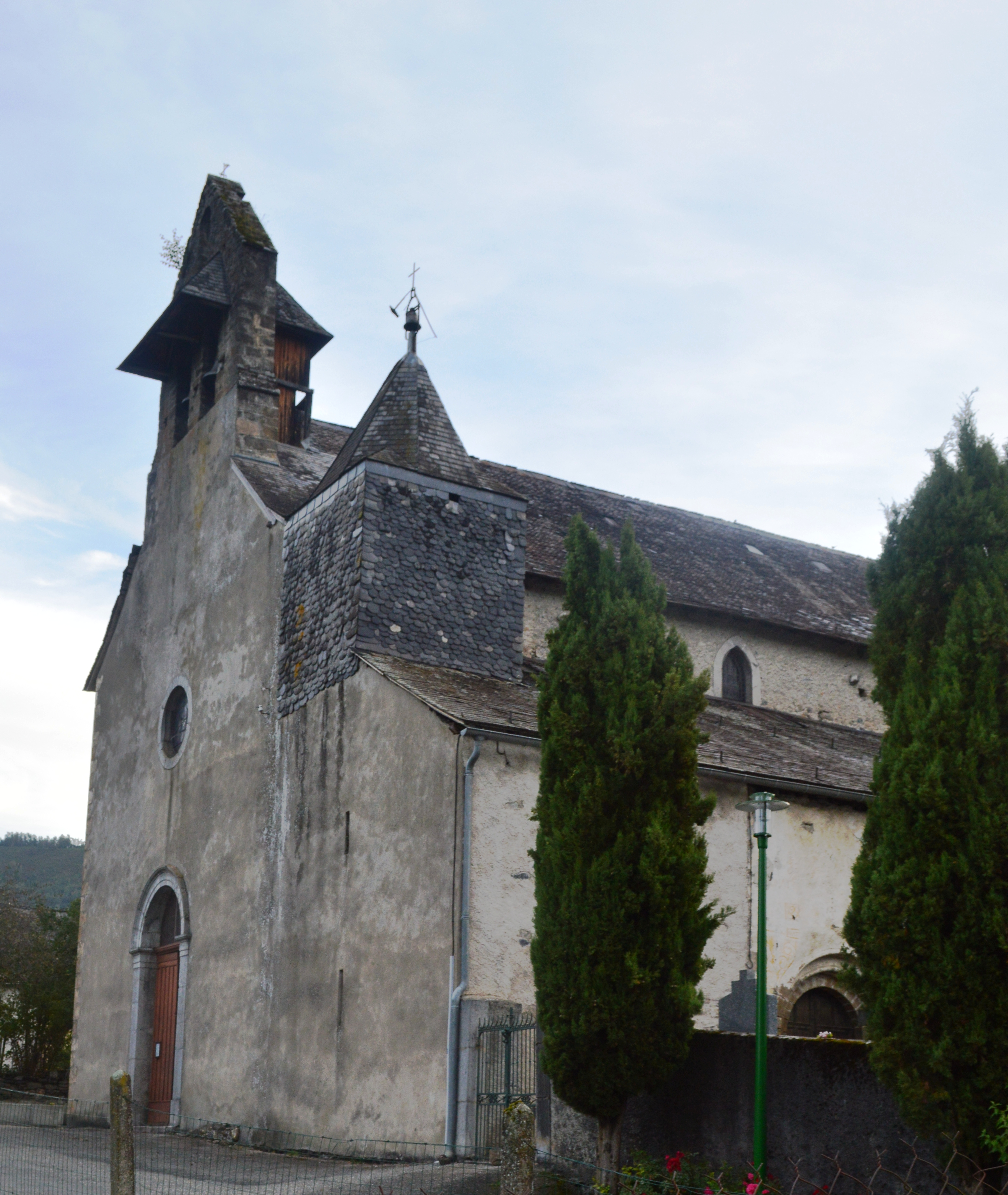
L'église Saint-Pierre.

### Lieux et monuments
- Église Saint-Pierre : ancienne église romane (restes de fresques ; retable ordonné par l'évêque de Couserans Joseph de Vercel en 1774 ; église avec porche et peintures murales du XVe) du XIIe siècle fait aujourd'hui partie intégrante d'une église bâtie au XVIIIe siècle. L'abside semi-circulaire d'origine (IXe ou Xe siècle) constitue le bas-côté sud de l'édifice actuel. La nef principale actuelle fut bâtie sur l'ancienne sacristie. Son tabernacle surmonté d'une statue de Saint-Pierre est classée aux monuments historiques. On peut observer un autel votif portant une inscription très ancienne (antérieure au IVe siècle), remployé dans le mur sud de l'église. Le toit est refait à neuf en 2022. Les vitraux datent du XIXe siècle, ils proviennent des ateliers de Louis-Victor Gesta à Toulouse. Ils sont offerts par des familles locales dont les noms sont inscrits dessus.
- Un château se trouvait sur la rive droite de la Bouigane : il a été totalement démoli à la Révolution.
- Statue de Notre-Dame de Lourdes au cap de la Vielle, sur la place de l'église.
- Statue de la Vierge Marie au croisement de la D618 et de l'esplanade du gravier.
- Statue de Saint-Dominique à côté du lavoir.
- Crucifix (souvenir d'une mission du XIXe siècle) devant l'ancien hôtel.
- Nombreuses Croix (au Trech, à Peyre, à Pujol notamment).
- Un lavoir au Houraou.
- Ancien moulin sur la Bouigane au lieu-dit Lalanne à vocation agricole.
- Moulin de Roques en aval du village, à vocation hydro-électrique, possédant un canal propre d'acheminement de l'eau.
- Fontaine et nombreux abreuvoirs.

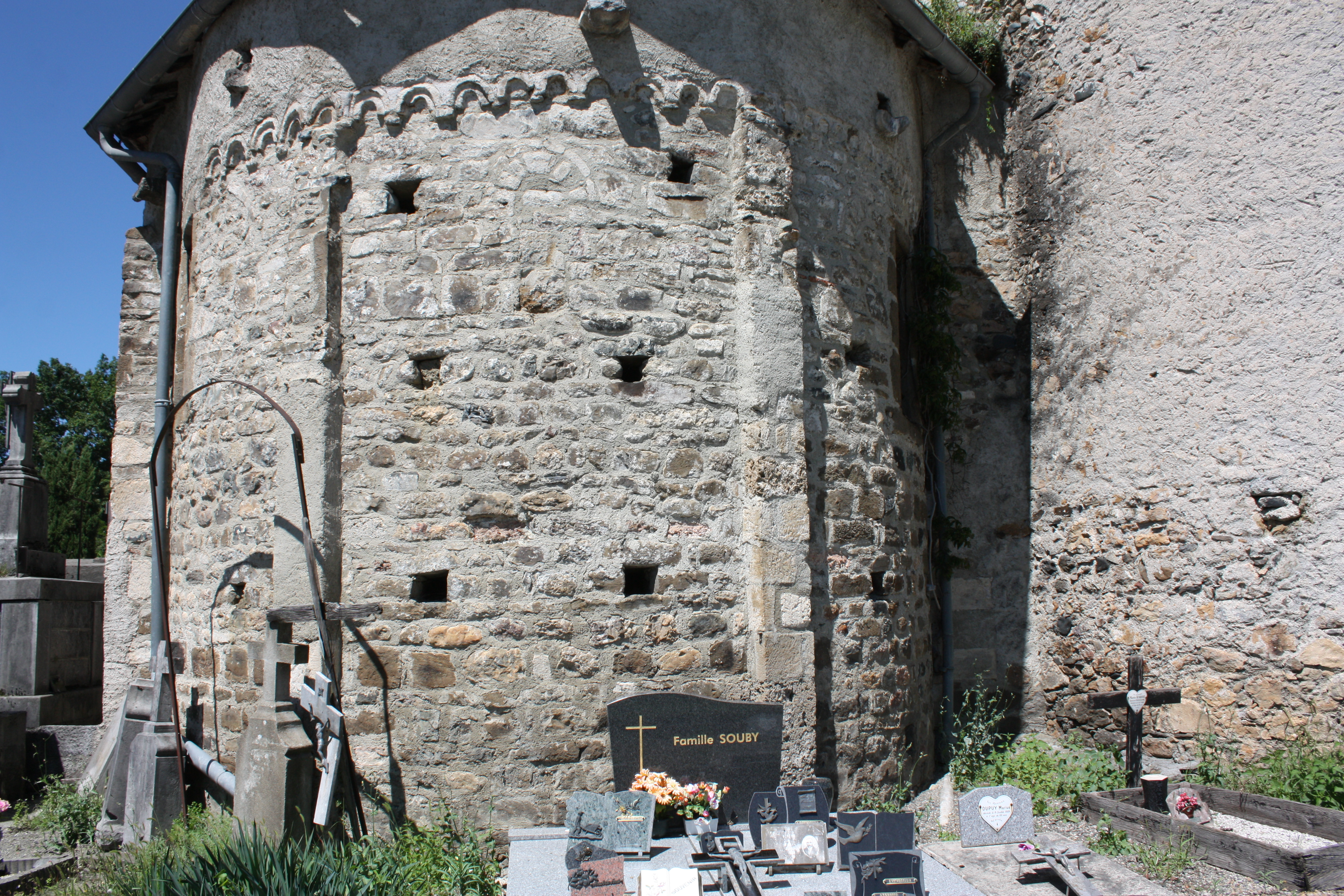
Chevet de l'église.
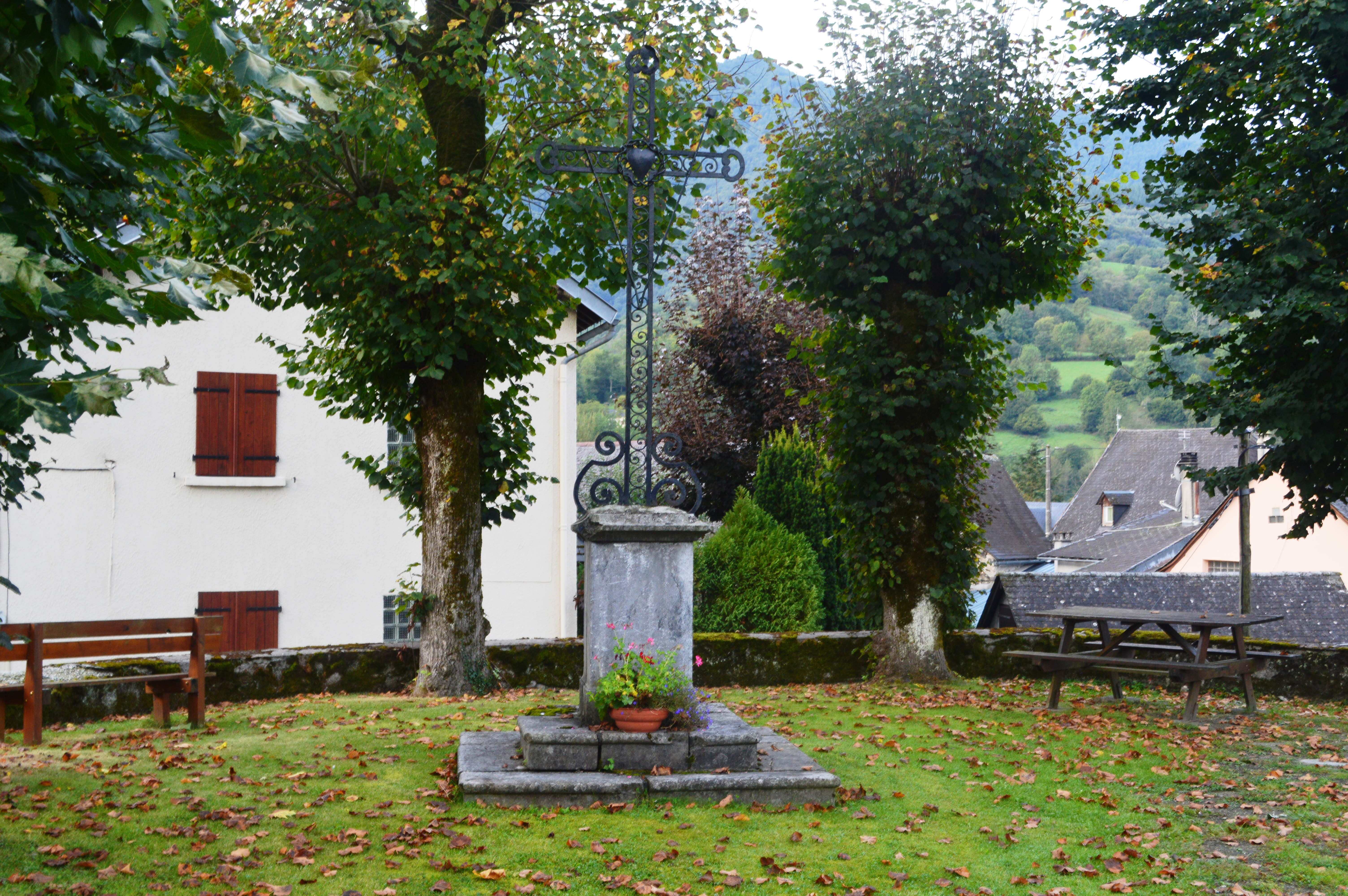
Monument avec une croix en fer (au Trech).
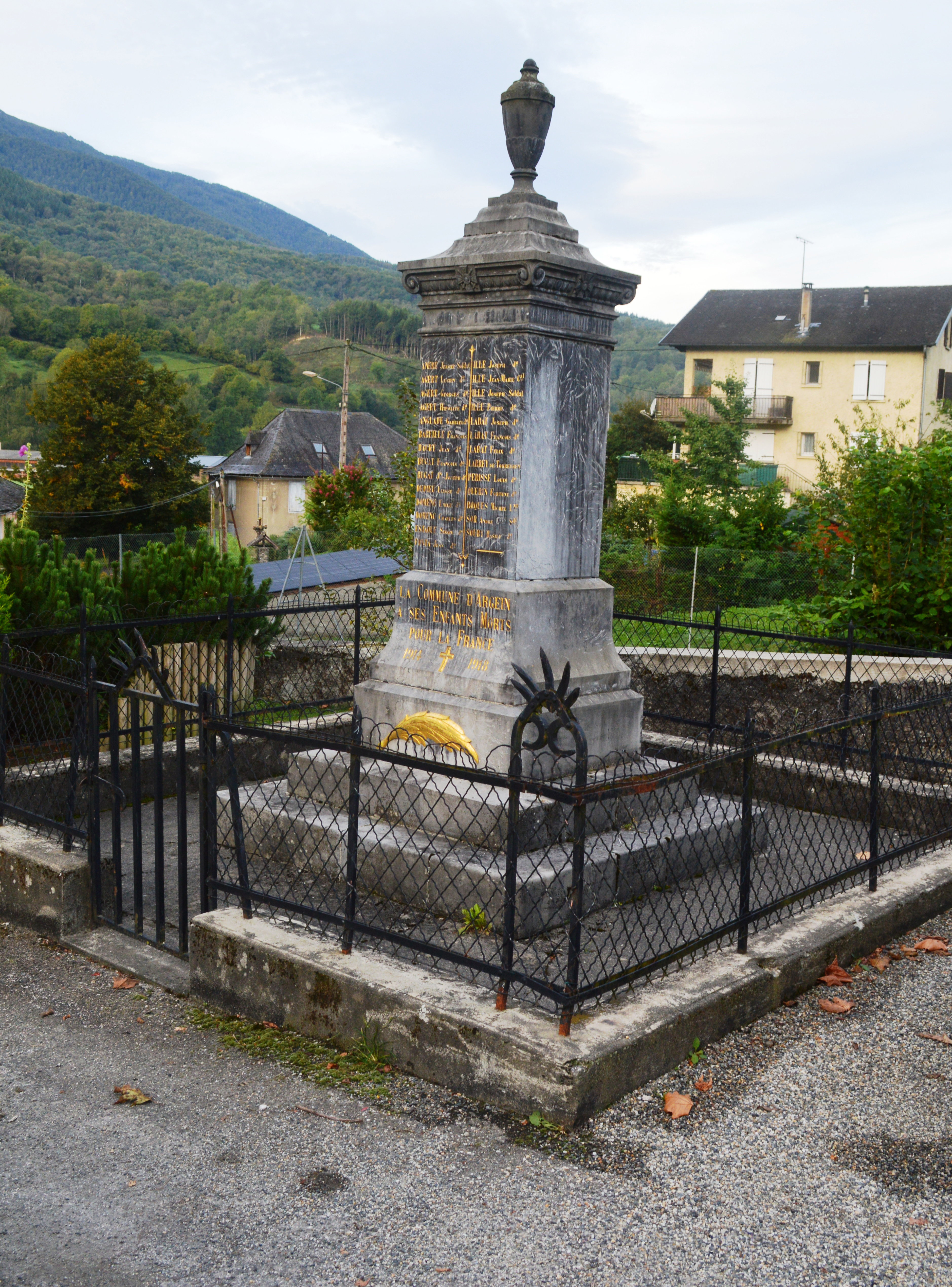
Monument aux morts.
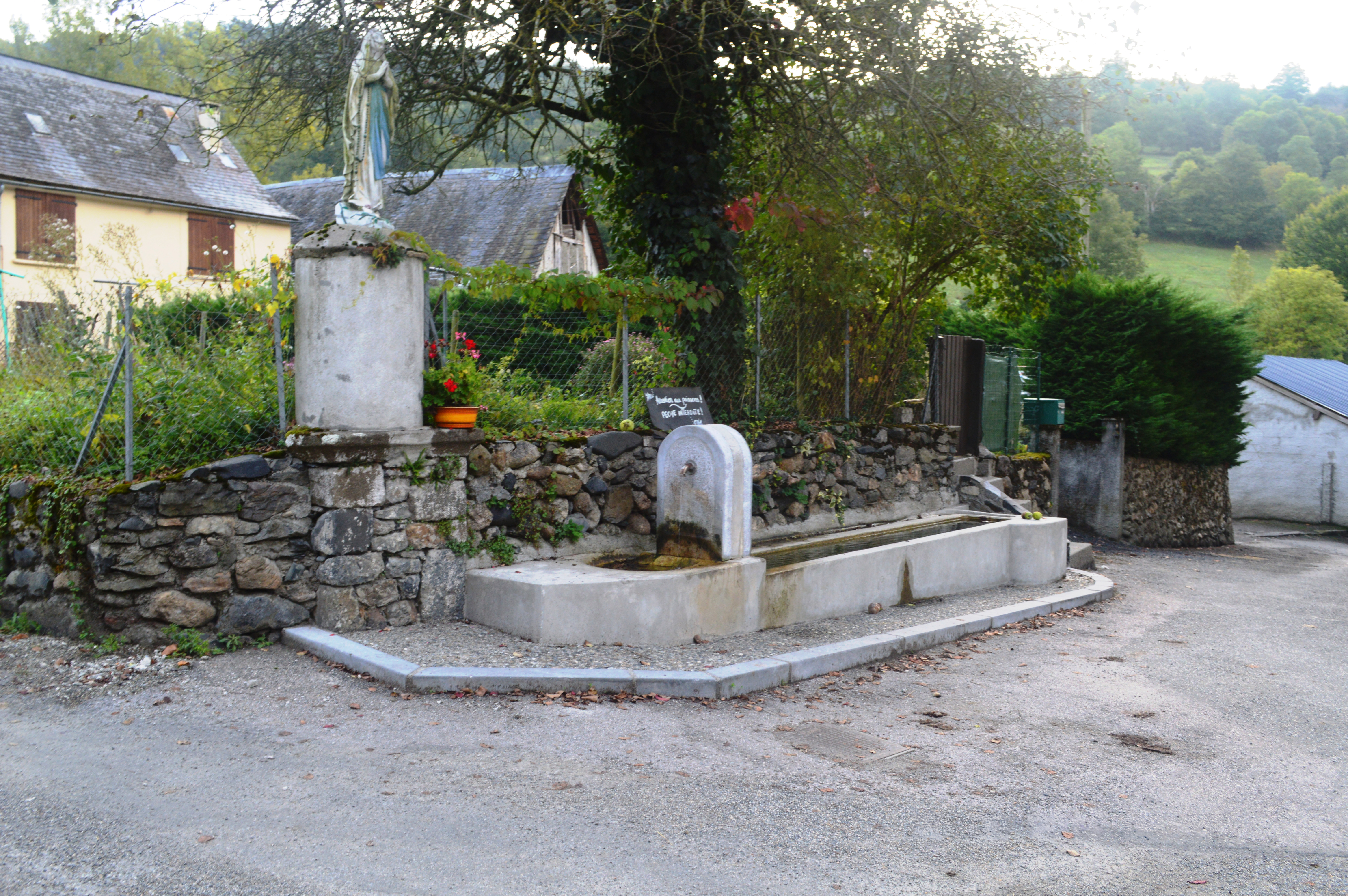
Statue de Notre-Dame de Lourdes, fontaine et abreuvoir avec poissons rouge.

### Personnalités liées à la commune
- François Ille (1743-1802), député de l'Ariège de 1791 à 1792, mort à Argein.
- Honoré Laffont, né le 6 octobre 1901 à Argein et décédé le 14 février 1975. International de rugby à XV (1 sélection en 1926 contre le Pays de Galles). Il a été deux fois finaliste du championnat de France avec Narbonne (1932 et 1933). Il jouait demi de mêlée (1,65 m - 62 kg). Il fut également entraîneur du Racing Club Narbonnais.

## Pour approfondir